# Haradin Bala
Haradin Bala  (Glogovac, Kosovo entonces República Federativa Socialista de Yugoslavia; 10 de junio de 1957-31 de enero de 2018) fue un ex guerrillero albano-kosovar que fue comandante del Ejército de Liberación de Kosovo. 
Fue juzgado y declarado culpable de crímenes contra la humanidad y violaciones de los usos de la guerra por el Tribunal Penal Internacional para la antigua Yugoslavia (ICTY), por su responsabilidad en el campo de prisioneros de Lapušnik, y el asesinato de ocho internos del campo en las montañas de Beriša el 25 o 26 de julio de 1998. Su juicio se inició el 15 de noviembre de 2004 y finalizó el 30 de noviembre de 2005, y fue condenado a 13 años de prisión. El 14 de mayo de 2008 fue transferido a Francia para seguir cumpliendo su condena. Bala murió el 31 de enero de 2018.